# Pedro Pablo Pérez

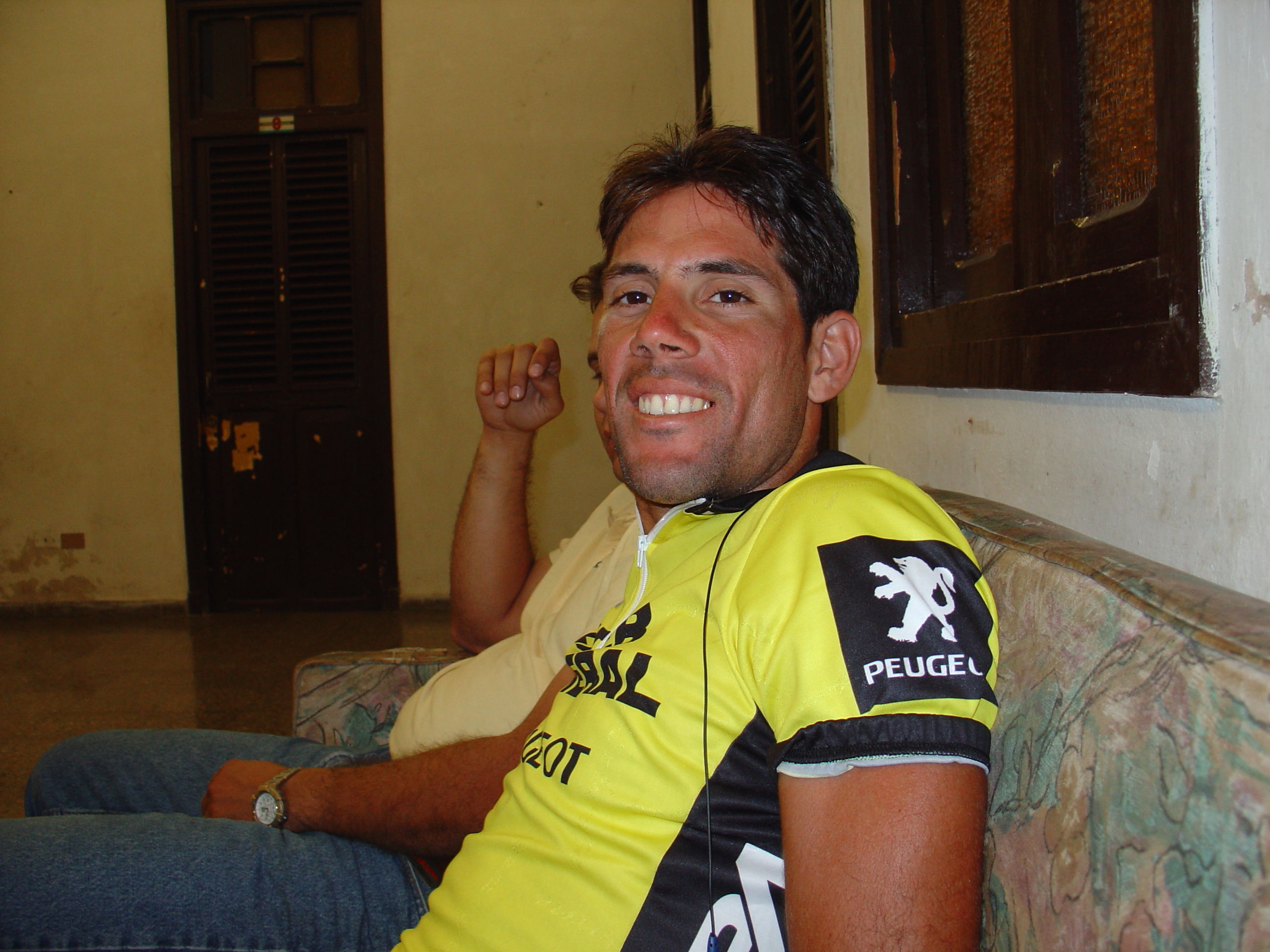
Pedro Pablo Pérez, 2004

Pedro Pablo Pérez Márquez (* 7. Februar 1977) ist ein ehemaliger kubanischer Radrennfahrer.

## Leben und Werk
1998 gewann Pedro Pablo Pérez das Straßenrennen der Männer bei den Zentralamerika- und Karibikspielen. Er war zum ersten Mal 1999 mit einem Etappensieg bei der Vuelta al Táchira erfolgreich. Im Jahr 2000 gewann er zwei Etappen bei der Kuba-Rundfahrt und konnte so auch die Gesamtwertung zum ersten Mal für sich entscheiden. Nachdem er 2001 vier Etappen gewonnen hatte, konnte er dort seinen Gesamtsieg verteidigen. Im selben Jahr wurde er auch kubanischer Meister im Straßenrennen. Die Kuba-Rundfahrt konnte er noch in den Jahren 2004 und 2006 für sich entscheiden. Insgesamt feierte er dort 13 Etappensiege bis 2007. Die UCI America Tour 2006 beendete er als Fünfter. Je zwei weitere Etappensiege konnte er bei der Venezuela-Rundfahrt und er Costa Rica-Rundfahrt für sich entscheiden.

## Erfolge
- 1998: Zentralamerika- und Karibikspiele – Straßenrennen
- 1999: Kubanischer Straßenmeister
- 2000: Gesamtwertung Kuba-Rundfahrt
- 2001: Gesamtwertung Kuba-Rundfahrt und Kubanischer Straßenmeister
- 2004: Gesamtwertung Kuba-Rundfahrt
- 2006: Gesamtwertung Kuba-Rundfahrt
- 2007: drei Etappen Vuelta Ciclista a Costa Rica
- 2008: eine Etappe Vuelta al Táchira und drei Etappen und Gesamtwertung Kuba-Rundfahrt

| Personendaten    | Personendaten              |
| ---------------- | -------------------------- |
| NAME             | Pérez, Pedro Pablo         |
| ALTERNATIVNAMEN  | Pérez Márquez, Pedro Pablo |
| KURZBESCHREIBUNG | kubanischer Radrennfahrer  |
| GEBURTSDATUM     | 7. Februar 1977            |